# Bestwinka
Bestwinka – wieś w Polsce położona w województwie śląskim, w powiecie bielskim, w gminie Bestwina. Powierzchnia sołectwa wynosi 455 ha, a liczba ludności 1694, co daje gęstość zaludnienia równą 372,3 os./km². Graniczy od południa z Bestwiną, od północy i zachodu z Kaniowem, a od wschodu z Dankowicami.

## Historia
Po raz pierwszy wzmiankowana w 1523 jako Bestwina Dolna.
Według austriackiego spisu ludności z 1900 w Bestwince (wraz z Kaniowem Bestwińskim – obszar w granicach Bestwinki do 1954 roku) w 134 budynkach na obszarze 730 hektarów mieszkało 844 osób, co dawało gęstość zaludnienia równą 115,6 os./km², z tego 836 (99,1%) mieszkańców było katolikami, 2 (0,2%) wyznawcami judaizmu a 6 (0,7%) osób innej religii, 837 (99,2%) było polsko- a 5 (0,6%) niemieckojęzycznymi.
Po reformie administracyjnej w 1954 roku, blisko 300 hektarów wsi zostało przyłączone do Kaniowa.
W latach 1975–1998 miejscowość administracyjnie należała do województwa katowickiego.

## Religia
Na terenie wsi działalność religijną prowadzi Kościół Rzymskokatolicki (parafia św. Sebastiana).

## Postacie
W miejscowości tej przyszło na świat dwóch medalistów olimpijskich:
- bokser Zbigniew Pietrzykowski,
- sztangista Zygmunt Smalcerz,

Ponadto poseł do parlamentu wiedeńskiego:
- Wacław Wyrobek (ur. 1835)